# Макієнко Володимир Іванович
Володимир Іванович Макієнко (нар. 29 вересня 1935, місто Ніжин Чернігівської області) — український радянський діяч, бригадир слюсарів Ніжинського заводу «Ніжинсільмаш» Чернігівської області. Депутат Верховної Ради УРСР 11-го скликання.

## Біографія
Освіта середня. Служив у Радянській армії.
З 1957 року — помічник екскаваторника Ніжинської екскаваторної станції. Брав участь у будівництві аеропортів у Жулянах та Борисполі.
З 1961 року — слюсар, бригадир слюсарів Ніжинського заводу «Ніжинсільмаш» імені 60-річчя Великої Жовтневої соціалістичної революції Чернігівської області.
Член КПРС з 1966 року.
Потім — на пенсії в місті Ніжин Чернігівської області.

## Нагороди
- орден Леніна
- орден Трудового Червоного Прапора
- орден «Знак Пошани»
- медаль «За доблесну працю. В ознаменування 100-річчя з дня народження Володимира Ілліча Леніна» (1970)